# Kowanyama
Kowanyama – miasto w Australii, w stanie Queensland.